# Hussain Ali Shehab
Hussain Ali Shehab (Bassora, 23 giugno 1985) è un ex calciatore qatariota, centrocampista e della Nazionale di calcio del Qatar.
Shebab è nato in Iraq.